# Ярмарочный дом
Ярмарочный дом — жилой трёхэтажный особняк 1780-х годов постройки в городе Вологде, Вологодской области. Построен в стиле провинциального классицизма. Памятник истории и культуры федерального значения.

## История
Ярмарочный дом представляет собой трёхэтажное строение с высоким шпилем, которое было спроектировано Петром Трофимовичем Бортниковым, на тот момент губернский архитектор. В доме была размещена большая проездная арка во двор, также рядом были размещены несколько искаженных пристроек соседнего дома.
Здание было возведено в первой половине 1790-х годов в XVIII веке. В 1820 году особняк был выкуплен властью города у купца Михаила Хомутинникова по цене — 40 тысяч рублей ассигнациями или одиннадцать с половиной тысяч рублей серебром. Было принято решение градоначальниками приспособить строение под ярмарочную торговлю, здесь смогли разместиться 94 лавки, а ярмарка стала популярной на всей северной территории. Ежегодно с 6 января по 1 февраля здесь проходила традиционная вологодская ярмарка. Вологжане гордились, что их ярмарка была налажена в закрытых и уютных помещениях. В XIX века рядом (улица Мира, 4) была возведена пристройка к зданию, в которой также размещались торговые ряды.
До начала строительства дома на этом месте существовал старый Гостиный двор. На архитектурном плане 1794 года уже отображён Ярмарочный дом. В 1927 году здание было приспособлено под размещение гостиницы.

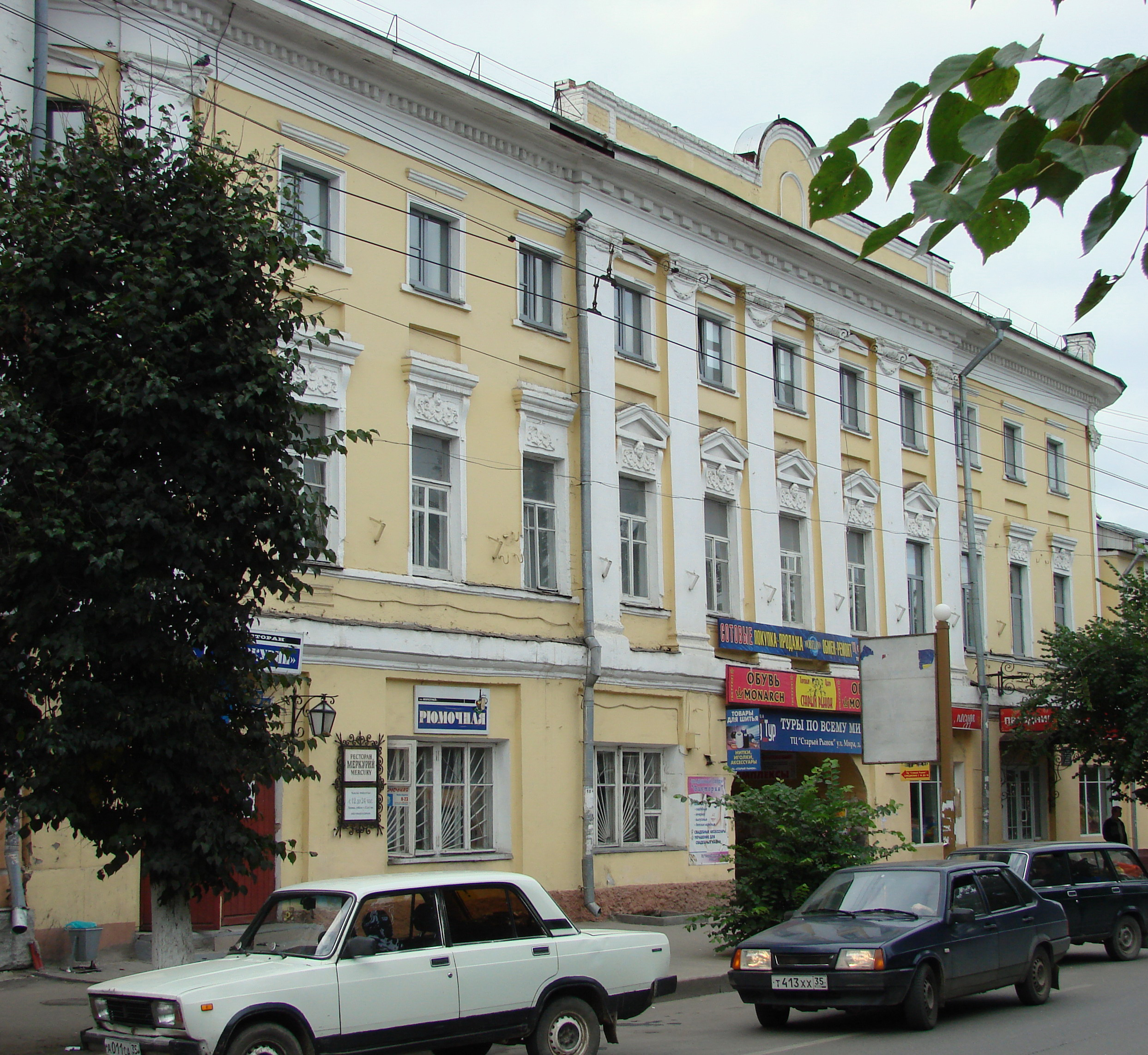
Вид на центральный фасад

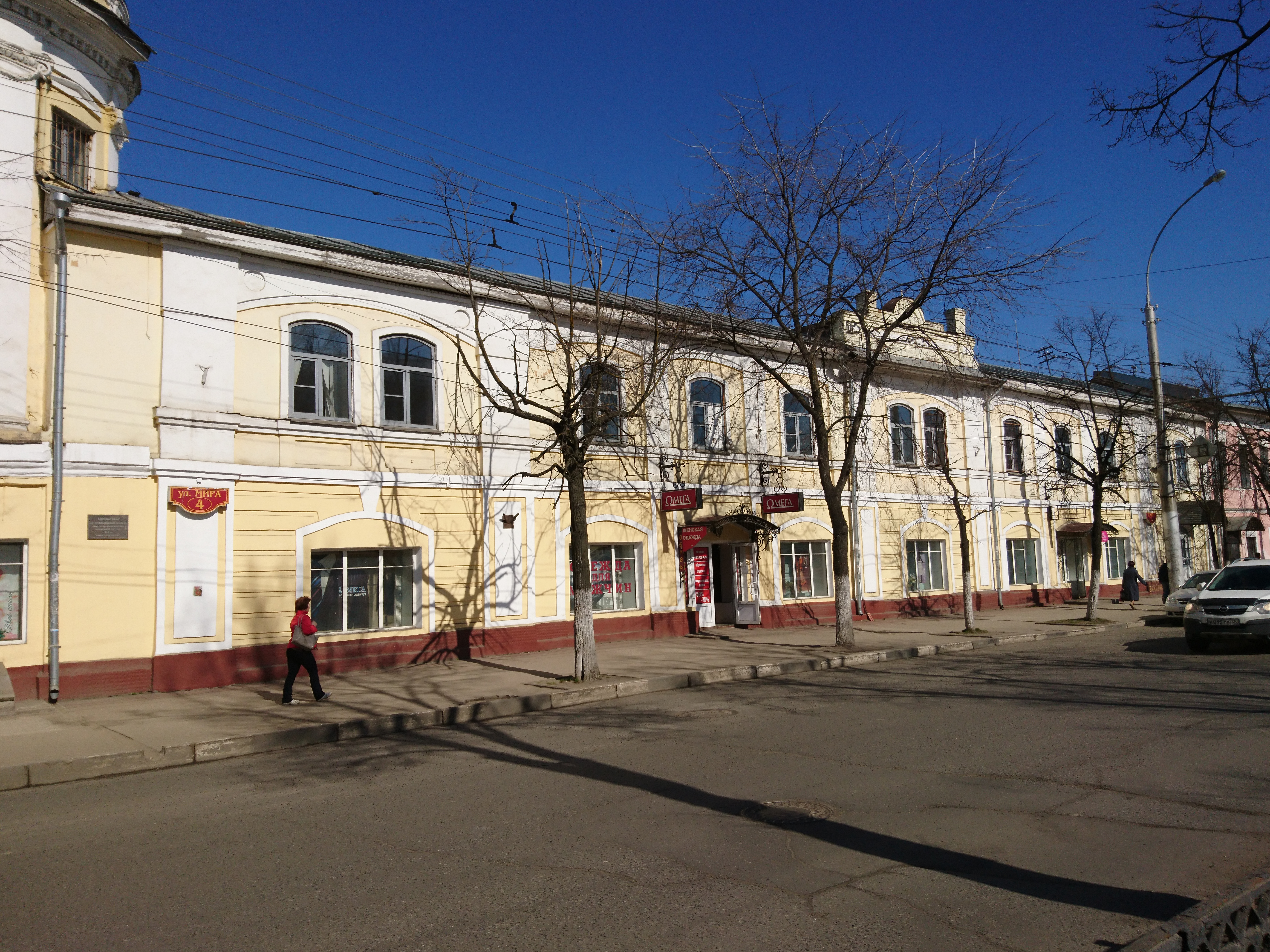
Пристройка, торговые ряды

## Архитектура
Здание обладает чёткой композицией, в наличии пилястры, которые выделяют центральную часть особняка и плавно переходят в округление углов. Также имеются лепные гирлянды, которые свисают между волютами капителей. Изящные вытянутые кронштейны фронтончиков над окнами делают композицию Ярмарочного дома неповторимой и ярко отличаемой от других соседних торговых зданий.
Стиль дома напоминает петербургский классицизм.

## Современное состояние
В неизменном виде особняк сохранился до наших дней. В настоящее время в особняке продолжают размещаться магазины и торговые площади, в части здания располагается гостиница «Коммунальная».